# German Bestelmeyer

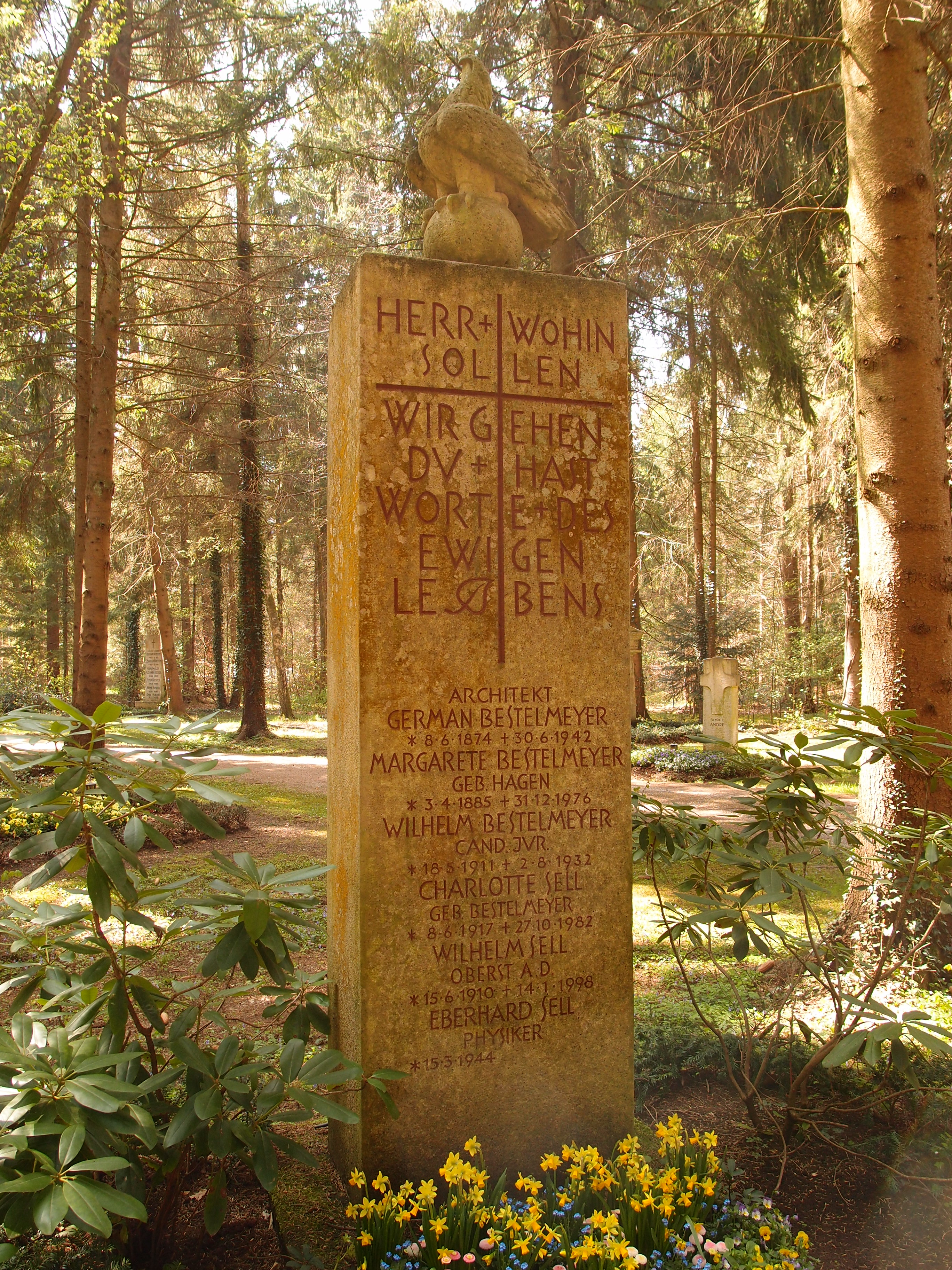
Grab von German Bestelmeyer; München, Waldfriedhof, Alter Teil

German Johann Georg Bestelmeyer (* 8. Juni 1874 in Nürnberg; † 30. Juni 1942 in Bad Wiessee) war ein deutscher Architekt und Hochschullehrer. Die von Bestelmeyer realisierten Bauten befinden sich überwiegend im süddeutschen Raum.

## Leben und Werk
German Bestelmeyer wurde 1874 als Sohn des Militärarztes Wilhelm Bestelmeyer geboren. Von 1893 bis 1897 absolvierte er ein Studium an der Technischen Hochschule München bei Friedrich von Thiersch und an der Wiener Akademie der Bildenden Künste bei Friedrich von Schmidt. Im Anschluss arbeitete er als staatlicher Baureferendar in Nürnberg, als Bauamtsassessor am Landbauamt Regensburg sowie von 1905 bis 1909 als Bauassessor am Universitätsbauamt in München.
1910 wurde er als Professor an die Technische Hochschule Dresden als Nachfolger von Fritz Schumacher berufen. 1911 übernahm Bestelmeyer als Nachfolger von Paul Wallot eine Professur an der Akademie der Bildenden Künste in Dresden und 1915 an der Akademie der Bildenden Künste in Berlin als Nachfolger von Johannes Otzen. 1919 wurde er zudem als Professor an die Technische Hochschule Berlin-Charlottenburg berufen. Ab 1922 lehrte er als Professor (Nachfolger von Friedrich von Thiersch) an der Technischen Hochschule München. Von 1924 bis 1942 war er Präsident der Bayerischen Akademie der Bildenden Künste in München.
Bereits 1928 hatte er zusammen mit Paul Bonatz, Paul Schmitthenner, Wilhelm Kreis und Paul Schultze-Naumburg die Architektenvereinigung „Der Block“ als Gegenmodell zum modernistisch-avantgardistischen „Der Ring“ der Architekten Bruno Taut, Walter Gropius und Erich Mendelsohn gebildet. Er bestimmte als Akademiepräsident in München die konservative Richtung der Münchener Architektur und setzte sich immer wieder, häufig mit Rückendeckung des bayerischen Kulturministeriums, gegen fortschrittliche Ansätze wie etwa von Theodor Fischer, Adolf Abel, Robert Vorhoelzer und Richard Riemerschmid ein. Er organisierte u. a eine Ausstellung von Werken des norwegischen Zeichners Olaf Gulbransson und sorgte für die Verlängerung von dessen Lehramtszeit an der Akademie der Künste. Als Hochschullehrer in München war er dafür mitverantwortlich, dass der Lehrkörper durch Entlassungen und politisch motivierte Neubesetzungen nicht nur gleichgeschaltet, sondern mit Repräsentanten des Nationalsozialismus durchsetzt wurde.
Bestelmeyer war Mitglied im Deutschen Werkbund und im völkisch gesinnten, antisemitischen Kampfbund für deutsche Kultur. Nach der „Machtergreifung“ der Nationalsozialisten trat er zum 1. Mai 1933 der NSDAP bei (Mitgliedsnummer 1.924.519). Außerdem war er förderndes Mitglied der SS und wurde 1935 zum Reichskultursenator ernannt. Auf sein Betreiben erhielt Hitler 1937 die Ehrenmedaille der Münchner Akademie der Bildenden Künste in Gold, da Hitler „den nationalen Gedanken als Brennpunkt geistigen Lebens und Richtschnur der Künste in sein altes Recht einsetzte“. 1938 war Bestelmeyer mit verschiedenen Projekten auf der ersten Deutschen Architekturausstellung im nationalsozialistischen Haus der Deutschen Kunst vertreten.
Nach Bestelmeyers Tod ordnete Hitler ein Staatsbegräbnis an. Der Leichnam wurde nach München überführt, in der Akademie der Bildenden Künste aufgebahrt und am 4. Juli 1942, flankiert von 300 HJ-Angehörigen, in den Lichthof der Ludwig-Maximilians-Universität München gebracht. Dort fand in Anwesenheit von Joseph Goebbels und Vertretern der Hauptstadt der Bewegung die Trauerfeier statt. Anschließend wurde Bestelmeyer im engen Familienkreis auf dem Waldfriedhof beigesetzt.
Bestelmeyer war seit 1914 Angehöriger des RSC-Corps Lusatia Dresden.

## Werke (Auswahl)

### Bauten und Entwürfe
- 1900–1901: evangelische Pfarrkirche St. Jakobus in Schönberg bei Lauf an der Pegnitz[7]
- 1901–1902: evangelisches Alumneum in Regensburg, Am Ölberg (unter Zugrundelegung eines Vorentwurfs von Adolf Schmetzer)[8]
- 1905–1906: Amtsgericht Rothenburg ob der Tauber
- 1906–1910: Erweiterungsbau des Hauptgebäudes der Ludwig-Maximilians-Universität München
- 1907: Villa Götz in Regensburg
- 1909: Wettbewerbsentwurf „Siegfried-Dolmen“ für ein Bismarck-Nationaldenkmal auf der Elisenhöhe bei Bingerbrück (zusammen mit Bildhauer Hermann Hahn, nicht ausgeführt)[9]
- 1910: Zentaurenbrunnen am Bahnhofsvorplatz in Bad Reichenhall
- 1911–1912: Gräflich von Doernberg’sches Mausoleum auf dem Evangelischen Zentralfriedhof in Regensburg[10]
- 1911–1913: Germanic Museum (Germanisches Museum) mit Adolphus Busch Hall der Harvard-University in Cambridge (Massachusetts), USA
- 1911–1914: Villa für Walter von Pannwitz in Berlin-Grunewald (heute bekannt als Schlosshotel im Grunewald, Baudenkmal)[11]
- 1914–1916: Verwaltungsgebäude der Versicherungsbank Arminia in München
- 1914–1919: Um- und Erweiterungsbau des Germanischen Nationalmuseums in Nürnberg
- 1915–1924: Ausbauplanung für das Deutsche Museum in Berlin (heute Nordflügel des Pergamonmuseums mit Stilräumen in romanischen und gotischen Formen; im Auftrag von Wilhelm von Bode; 1926 auf Beschluss des Preußischen Abgeordnetenhauses entfernt zugunsten einer Planung von Ludwig Hoffmann)
- 1916: Wettbewerbsentwurf für das Haus der Freundschaft in Istanbul (1. Preis, nicht ausgeführt)
- 1916–1922: evangelisch-lutherische Christuskirche in Murnau am Staffelsee
- 1922–1925: Altes Stadthaus in Bonn (Ostflügel abgerissen)
- 1922: Kirche in Garmisch
- 1921–1923: Gebäude der Reichsschuldenverwaltung in Berlin-Kreuzberg (Baudenkmal)[12]
- 1921–1923: Erweiterungsbau der Gothaer Lebensversicherungsbank
- 1922–1926: Erweiterungsbau der Technischen Hochschule München
- 1923–1925: evangelische Christuskirche in Ellingen
- 1925–1927: evangelische Erlöserkirche in Fürstenfeldbruck
- 1925–1928: evangelisch-lutherische Friedenskirche in Nürnberg-St. Johannis[13]
- 1927–1928: Krochhochhaus in Leipzig, Augustusplatz
- 1927–1928: evangelisch-lutherische Christuskirche in Prien am Chiemsee
- 1927–1930: evangelisch-lutherische Christuskirche in Neuburg an der Donau
- 1927–1930: evangelisch-lutherische Gustav-Adolf-Gedächtniskirche in Nürnberg-Lichtenhof
- 1928: evangelisch-lutherische Paul-Gerhardt-Kirche in Aichach
- 1929: Wohnhaus des Don-Bosco-Heims (ehemaliges Gästehaus) in Berlin-Wannsee (Baudenkmal)[14]
- 1930: Erweiterung und Umbau der St.-Laurentius-Kirche in Neuendettelsau (Anbau eines Chors und zweier Türme sowie Einbau einer Orgelempore im Inneren)
- 1930–1931: evangelisch-lutherische Auferstehungskirche in München-Westend
- 1933–1934: evangelisch-lutherische Erlöserkirche in Bamberg
- 1928–1935: Studien- und Kongressbau des Deutschen Museums in München
- 1934–1935: evangelische Bekenntniskirche in Gersthofen
- 1935: römisch-katholische Kapelle in Ettenhausen
- 1935: Umbau der evangelisch-lutherischen Jakobuskirche in Oberkotzau
- 1935–1936: Luftgaukommando in München, Prinzregentenstraße (heute Sitz des Bayerischen Wirtschaftsministeriums)
- 1937: Renovierung der Markuskirche in München
- 1937: Forum mit Studiengebäude des Bayerischen Nationalmuseums in München
- 1937: Städtische Galerie in Rosenheim
- 1937: römisch-katholische Ortskapelle in Ettenhausen
- 1936–1938: evangelisch-lutherische Stephanuskirche mit Pfarrhaus in München-Nymphenburg
- 1938: Renovierung der evangelisch-lutherischen Erlöserkirche in München-Schwabing[15]
- 1938: Interimskirche im Augustinerstock in München
- 1938–1939: Entwurf für die Matthäuskirche in München
- 1938–1940: evangelisch-lutherische Melanchthonkirche in Nürnberg-Ziegelstein[16]

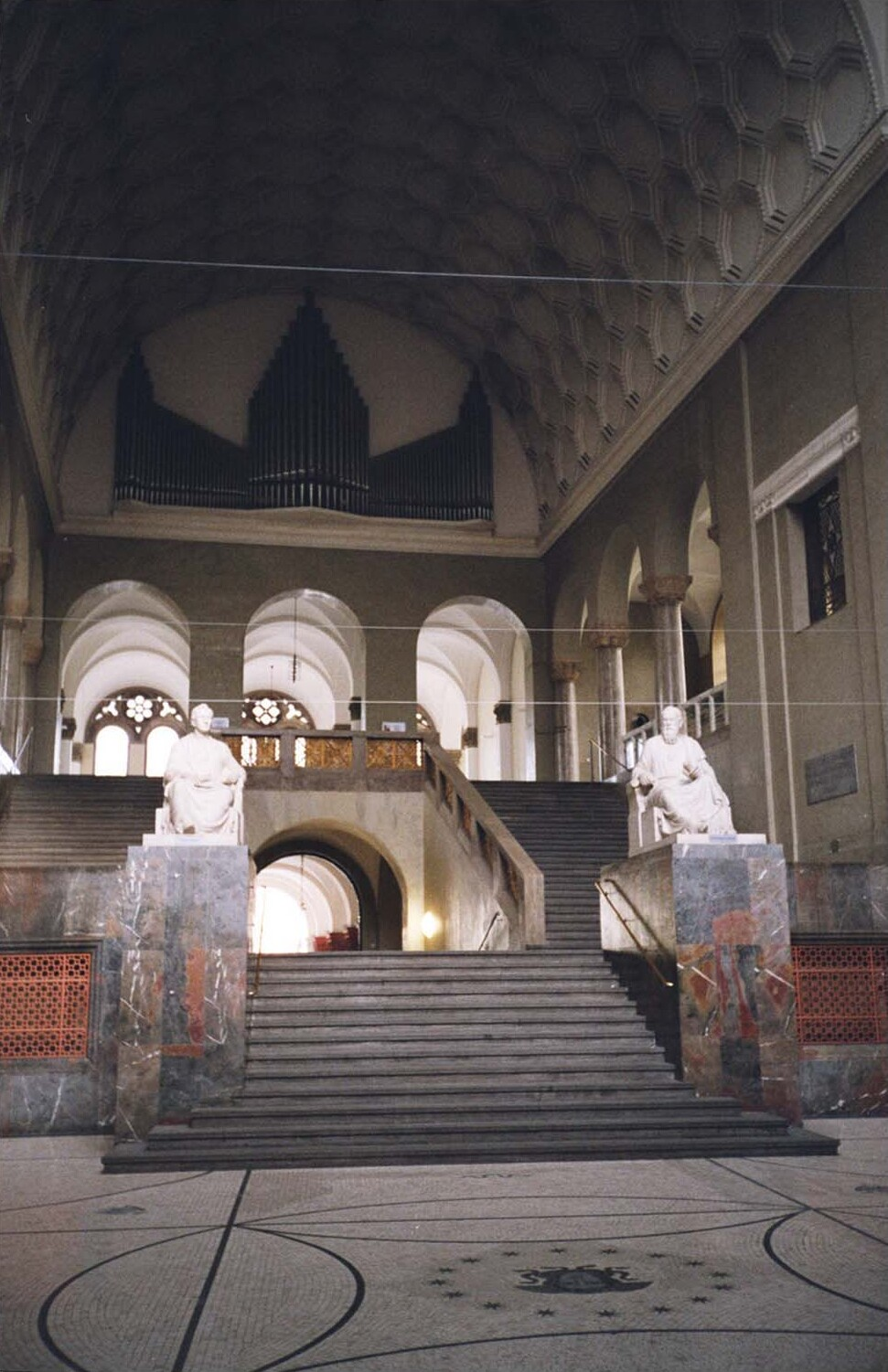
Lichthof der Universität in München
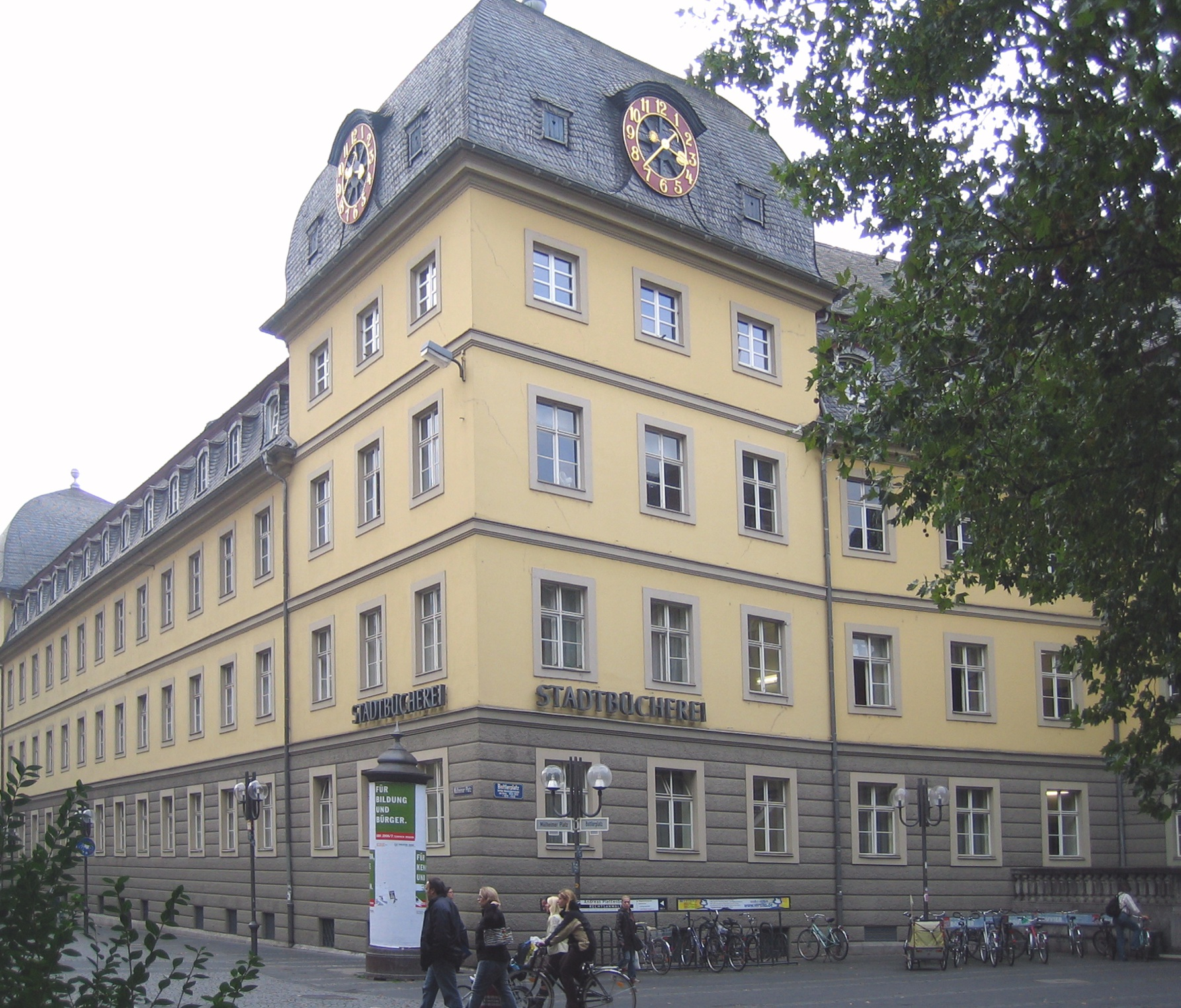
Altes Stadthaus in Bonn
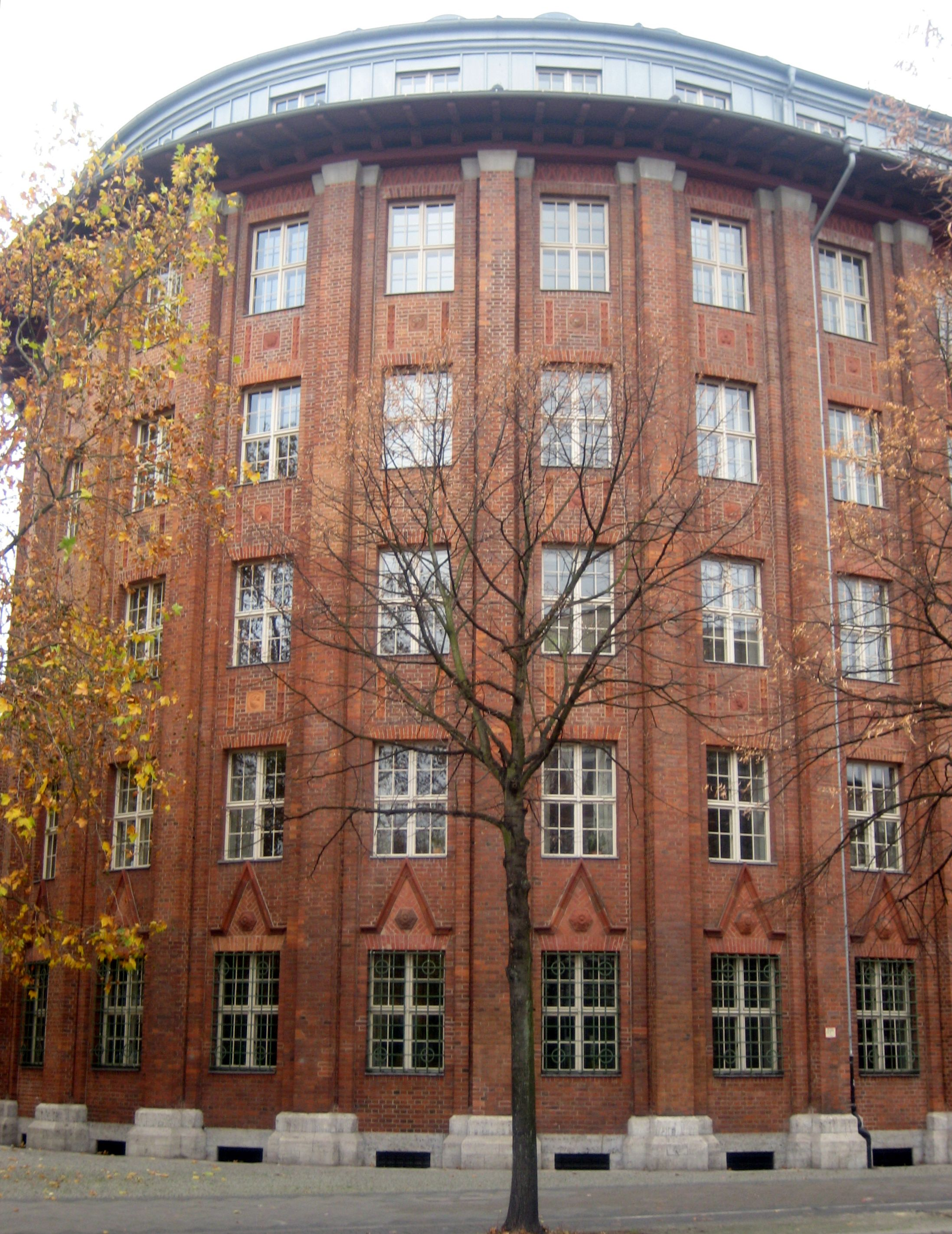
ehem. Reichsschulden-Verwaltung in Berlin
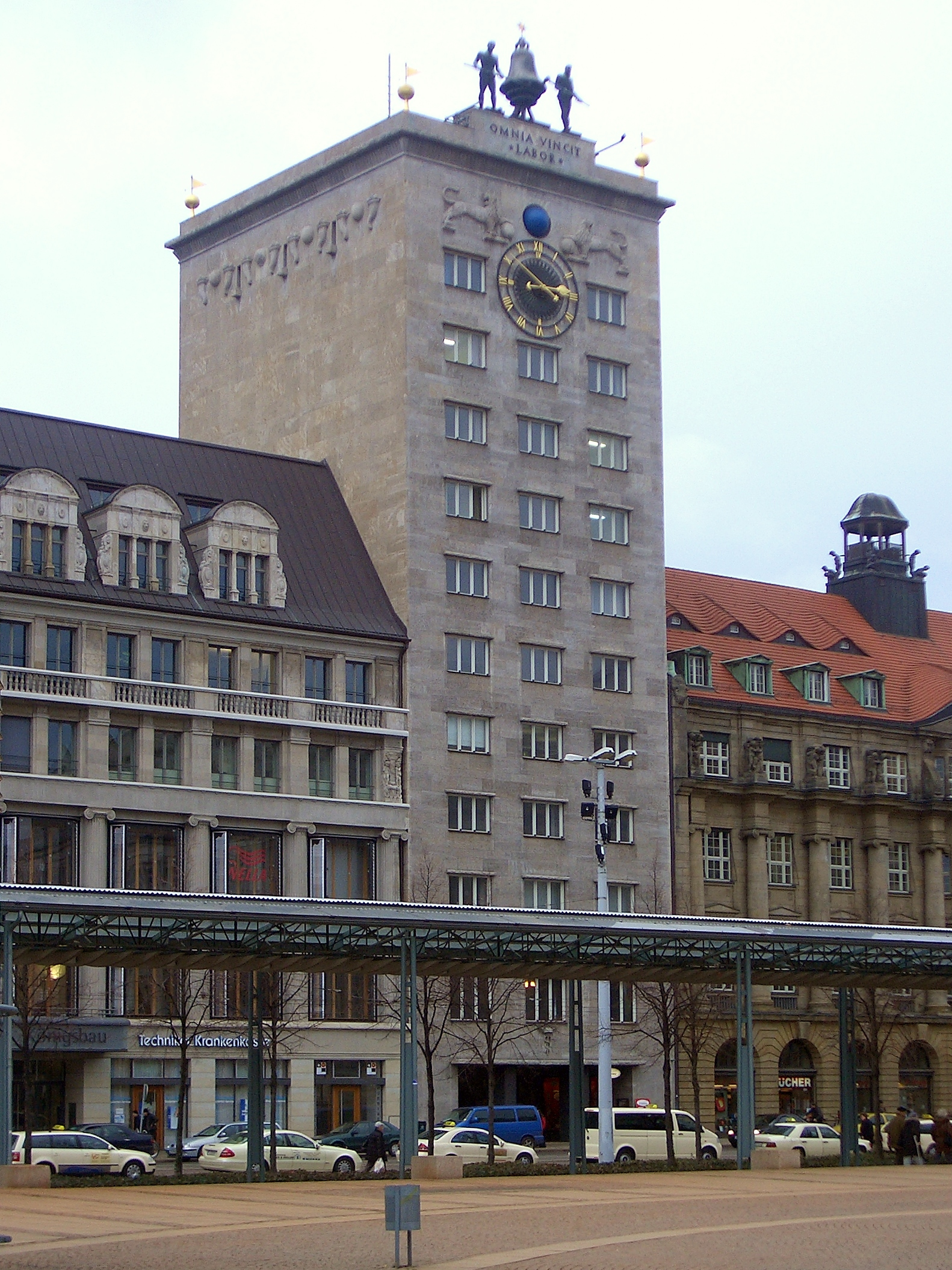
Krochhochhaus in Leipzig
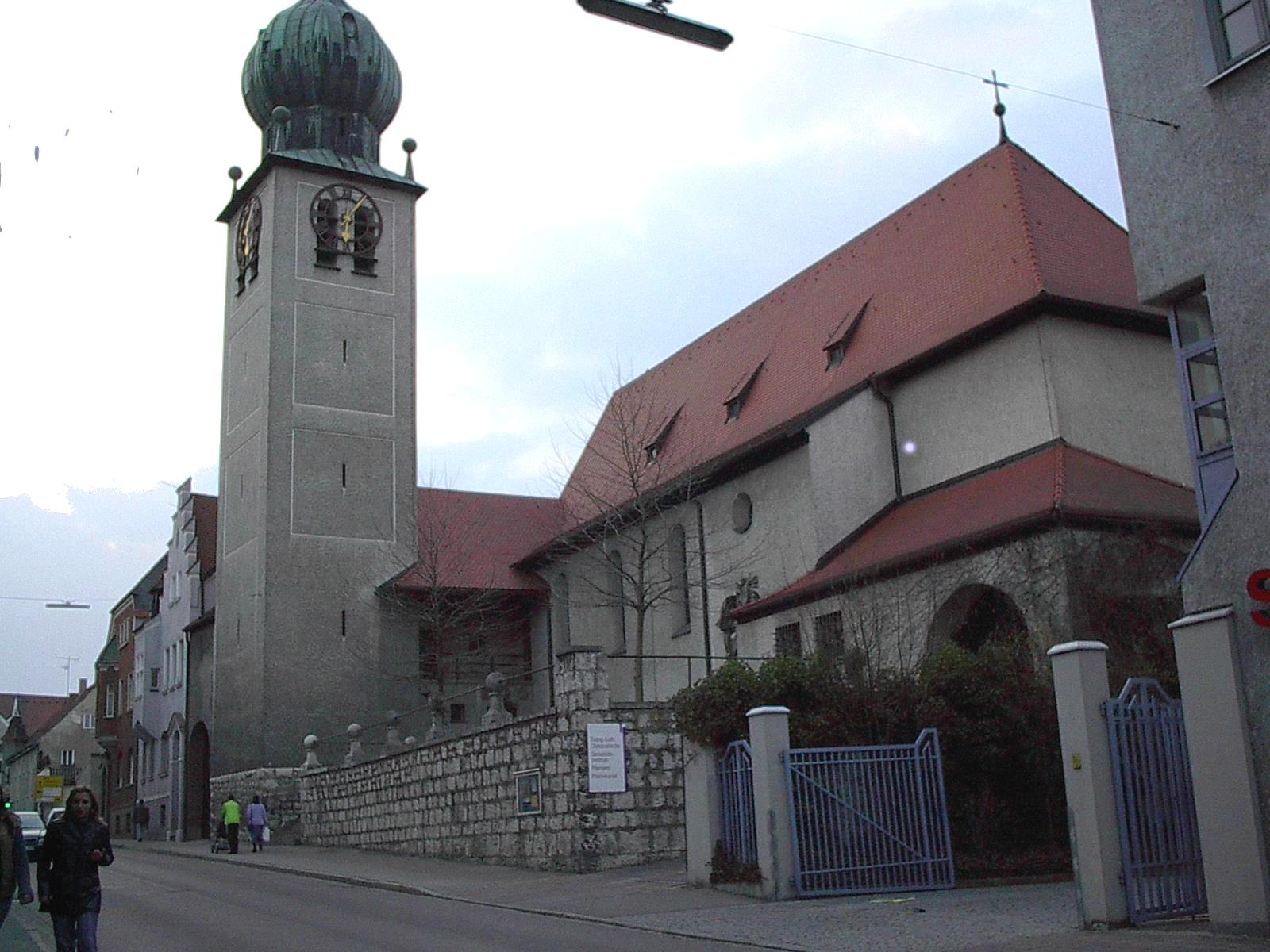
Christuskirche in Neuburg an der Donau
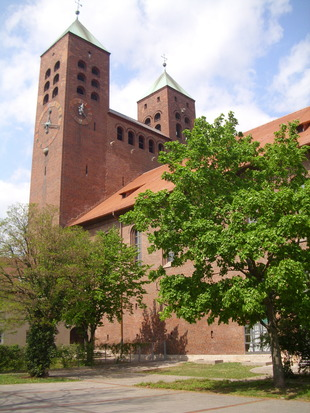
Gustav-Adolf-Gedächtnis-Kirche in Nürnberg
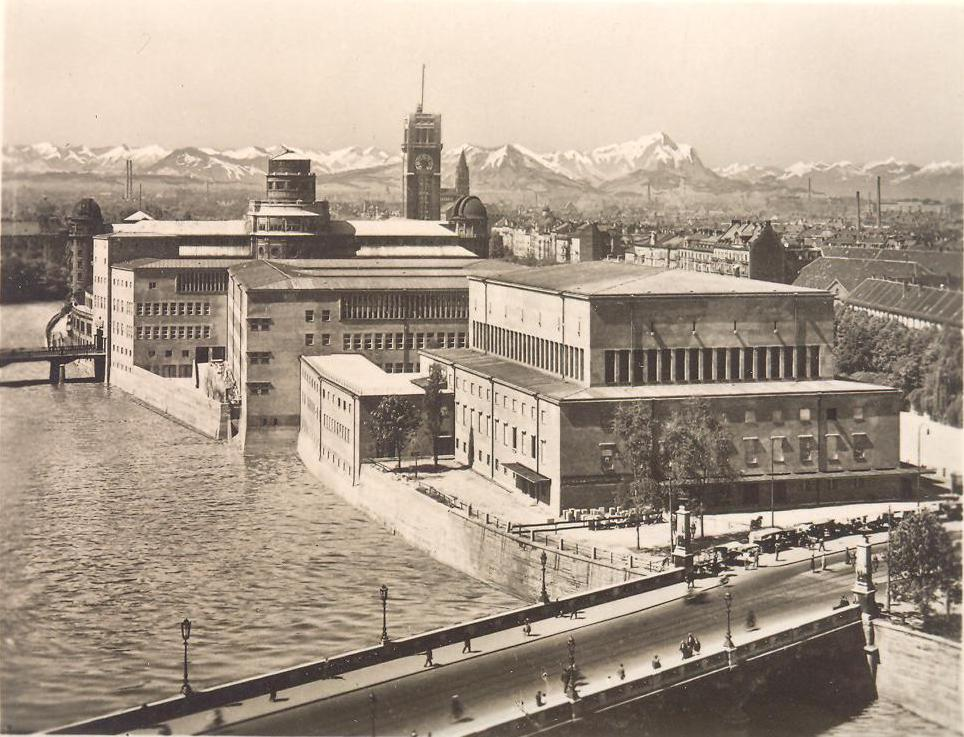
Kongressbau (vorne) des Deutschen Museums in München
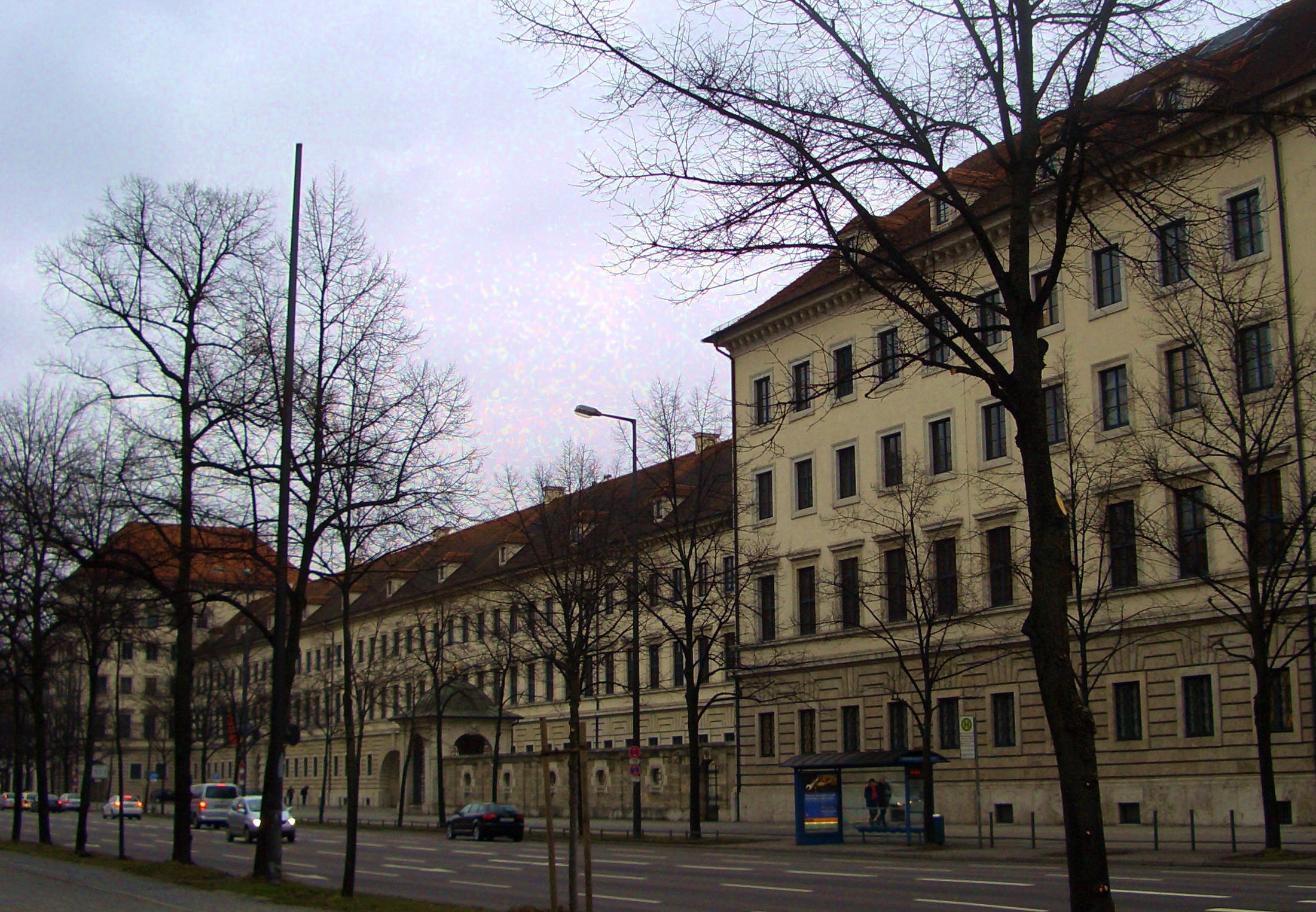
ehem. Luftgaukommando in München
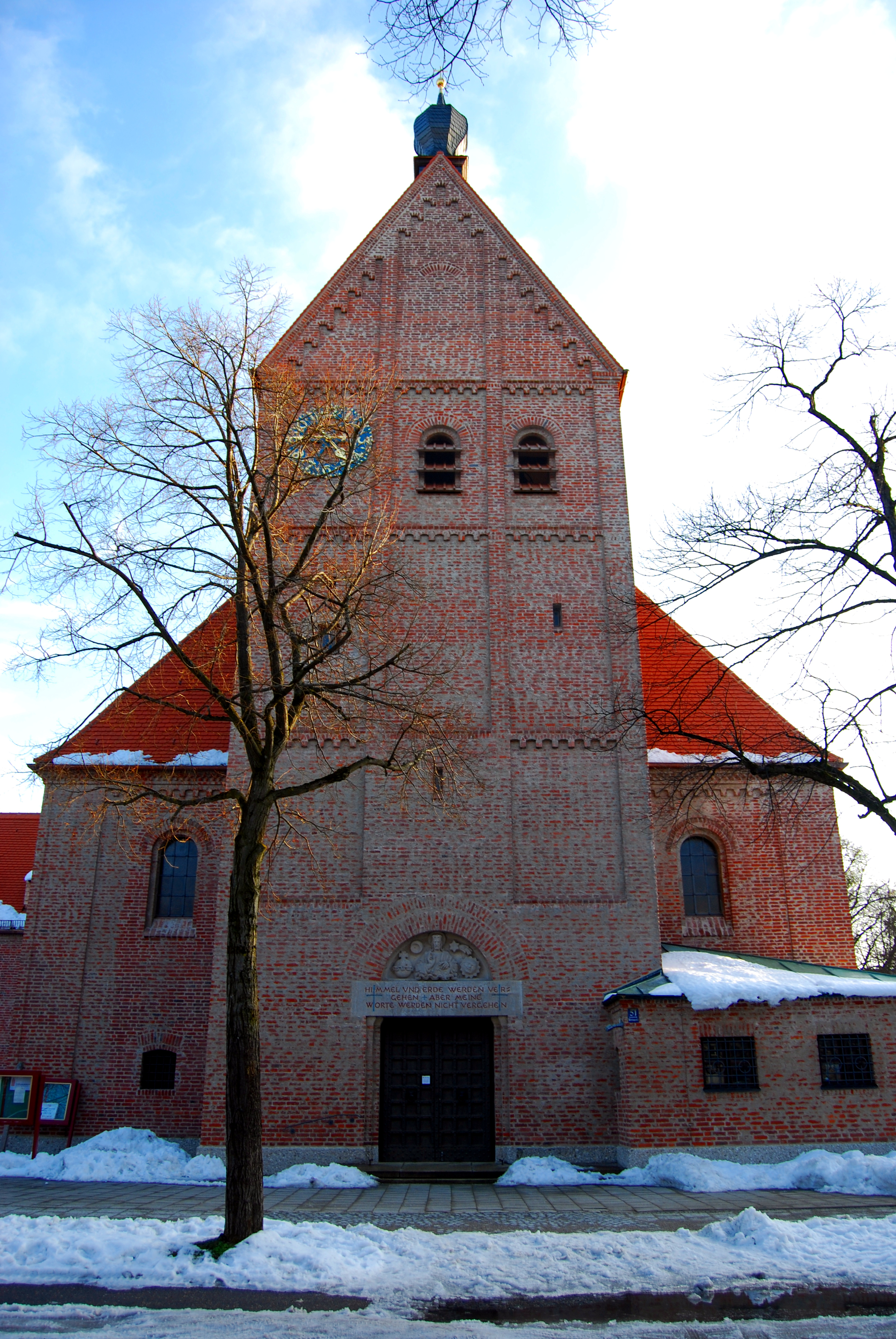
Stephanuskirche in München
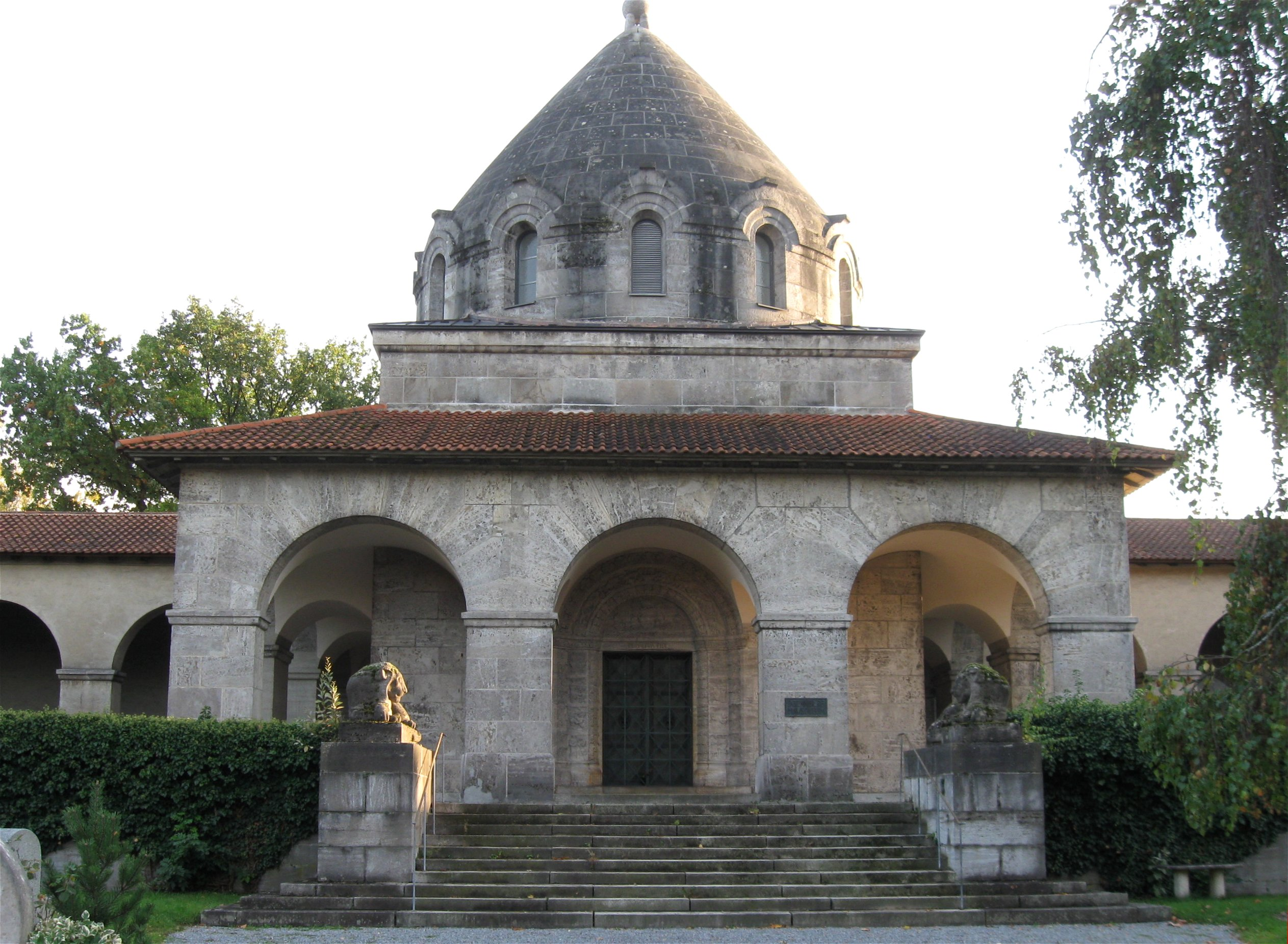
Dörnberg-Mausoleum in Regensburg

Ein Teil seines schriftlichen Nachlasses befindet sich im Deutschen Kunstarchiv im Germanischen Nationalmuseum in Nürnberg.

### Denkmäler
- Oskar-von-Stobäus-Denkmal in Regensburg (zusammen mit Georg Albertshofer)
- Kriegerdenkmal in Rosenheim (zusammen mit Georg Albertshofer)